# シトリー

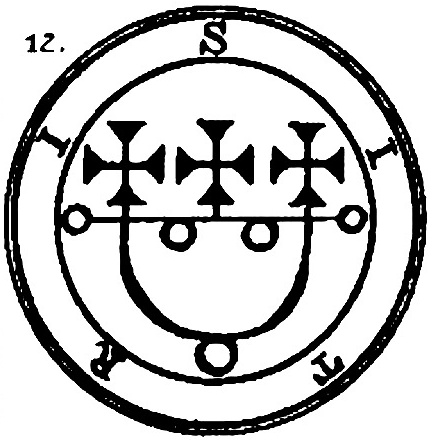
シトリーのマーク

シトリー(Sitri)は、悪魔学における悪魔の一人。

## 概要
別名にビトル(Bitru)、シュトリ(Sytry)がある。『ゴエティア』によると72人の魔神の一人で、60の軍団を支配し、序列12番の地獄の偉大なる君主である。
望みの男性または女性を愛させ、裸にさせたり、相手の秘密を暴く事ができるという。
豹の顔とグリフォンの翼を持った姿で描かれ、命令に応じて非常に美しい人間の姿をとるとされる。